# کریری
کریری (به چکی: Kryry) یک منطقهٔ مسکونی در جمهوری چک است که در ناحیه لوونی واقع شده‌است. کریری ۲٬۴۲۱ نفر جمعیت دارد.